# Multiplikatives Geschlecht
Ein multiplikatives Geschlecht auch Hirzebruch-Geschlecht ist ein Objekt der Mathematik. Es wird in den Teilgebieten der Differentialtopologie und der algebraischen Topologie untersucht. Als topologische Invariante kann es helfen, Mannigfaltigkeiten, die nicht zueinander äquivalent (homeomorph) sind, zu unterscheiden.
In den späten 1950er Jahren entwickelte Friedrich Hirzebruch eine Methode, bei der er multiplikative Geschlechter mittels  multiplikativer Folgen (auch multiplikative Sequenzen) definierte. Zu diesen Geschlechtern, die durch multiplikative Folgen definiert werden können, gehören das Todd-Geschlecht, das Â-Geschlecht, das L-Geschlecht und die Klasse der elliptischen Geschlechter. Diese Objekte sind zentral bei der Definition des topologischen Index für den Atiyah-Singer-Indexsatz. Für das L-Geschlecht bewies Hirzebruch in seinem Signatursatz, dass es mit der Signatur der Mannigfaltigkeit übereinstimmt.

## Multiplikatives Geschlecht
Ein multiplikatives Geschlecht ist eine Abbildung {\displaystyle \phi }, die jeder geschlossenen orientierten glatten Mannigfaltigkeit der Dimension {\displaystyle n} ein Element aus einem Integritätsring {\displaystyle R} zuordnet, so dass für je zwei solcher Mannigfaltigkeiten {\displaystyle X^{n}} und {\displaystyle Y^{n}} die drei Bedingungen
- {\displaystyle \phi (X^{n}\sqcup Y^{n})=\phi (X^{n})+\phi (Y^{n})}, wobei {\displaystyle \sqcup } die disjunkte Vereinigung ist,
- {\displaystyle \phi (X^{n}\times Y^{n})=\phi (X^{n})\phi (Y^{n})}
- {\displaystyle \phi (X^{n})=0}, falls es eine kompakte orientierte Mannigfaltigkeit {\displaystyle W^{n+1}} der Dimension {\displaystyle n+1} gibt mit {\displaystyle \partial W^{n+1}=X^{n}}

erfüllt sind. Ein multiplikatives Geschlecht {\displaystyle \phi } kann also (äquivalent) als ein Ringhomomorphismus (der auch das Eins-Element beachtet) vom Kobordismusring nach {\displaystyle R} verstanden werden. Oftmals wird als Integritätsring die Menge der rationalen Zahlen verwendet.

## Multiplikative Folge
Sei {\displaystyle f\in \mathbb {Q} [[x]]} eine formale Potenzreihe mit rationalen Koeffizienten und konstantem Term {\displaystyle 1} und sei {\displaystyle n\in \mathbb {Z} _{+}} eine positive ganze Zahl. Die formale Potenzreihe {\displaystyle f(x_{1})\cdots f(x_{n})} ist dann symmetrisch. Daher existieren Polynome {\displaystyle F_{k}}, so dass
{\displaystyle f(x_{1})\cdots f(x_{n})=1+F_{1}(\sigma _{1})+F_{2}(\sigma _{1},\sigma _{2})+F_{3}(\sigma _{1},\sigma _{2},\sigma _{3})+\ldots }
gilt, wobei
{\displaystyle \sigma _{k}(x_{1},\ldots ,x_{k}):=\sum _{i_{1}<\cdots <i_{k}}x_{i_{1}}\cdots x_{i_{k}}}
das k-te elementarsymmetrische Polynom bezeichnet. Die Folge {\displaystyle (F_{k})} von Polynomen heißt multiplikative Folge oder multiplikative Sequenz bezüglich der formalen Potenzreihe {\displaystyle f}.

## Geschlecht einer multiplikativen Folge
In diesem Abschnitt wird das Geschlecht einer Mannigfaltigkeit bezüglich einer multiplikativen Folge definiert. Dieses Geschlecht ist ein multiplikatives Geschlecht im obigen Sinn. Die Definition geschieht getrennt nach glatten beziehungsweise komplexen Mannigfaltigkeiten. Jedoch sind beide Definitionen ähnlich.

### Für glatte Mannigfaltigkeiten
Sei {\displaystyle X} eine orientierte glatte {\displaystyle n}-dimensionale Mannigfaltigkeit, {\displaystyle TX} ihr Tangentialbündel, das ein reelles Vektorbündel ist, und {\displaystyle (F_{k})} eine multiplikative Folge zu der formalen Potenzreihe {\displaystyle f}. Dann ist das multiplikative Geschlecht von {\displaystyle X} definiert durch
{\displaystyle F(X):=\langle F_{k}(p_{1},\ldots ,p_{k}),[X]\rangle },
falls {\displaystyle n=4k} ist und sonst durch {\displaystyle F(X)=0}. Dabei bezeichnet {\displaystyle p_{i}} die {\displaystyle i}-te Pontrjagin-Klasse von {\displaystyle TM}, {\displaystyle [X]} die Fundamentalklasse von {\displaystyle X} und {\displaystyle \langle \cdot ,\cdot \rangle } die natürliche Paarung zwischen Homologie und Kohomologie.

### Für komplexe Mannigfaltigkeiten
Sei {\displaystyle X} eine orientierte komplexe Mannigfaltigkeit mit {\displaystyle \dim _{\mathbb {C} }X=n}, sei {\displaystyle TX} ihr Tangentialbündel, das ein komplexes Vektorbündel ist, und {\displaystyle (F_{k})} eine multiplikative Folge zu der formalen Potenzreihe {\displaystyle f}. Dann ist das multiplikative Geschlecht von {\displaystyle X} definiert durch
{\displaystyle F(E):=\langle F_{k}(c_{1},\ldots ,c_{k}),[X]\rangle },
falls {\displaystyle n=2k} ist und sonst durch {\displaystyle F(E)=0}. Dabei bezeichnet {\displaystyle c_{i}} die {\displaystyle i}-te Chern-Klasse von {\displaystyle TX}, {\displaystyle [X]} die Fundamentalklasse von {\displaystyle X} und {\displaystyle \langle \cdot ,\cdot \rangle } die natürliche Paarung zwischen Homologie und Kohomologie.

## Besondere multiplikative Geschlechter
In diesem Abschnitt werden spezielle, zentrale multiplikative Geschlechter angeführt.

### Todd-Geschlecht
Die durch die (formale) Potenzreihe
{\displaystyle {\frac {z}{1-\exp(-z)}}=1+{\frac {1}{2}}z+\sum _{i=1}^{\infty }(-1)^{i+1}{\frac {B_{2i}}{(2i)!}}z^{2i}},
wobei {\displaystyle B_{2i}} die Bernoulli-Zahlen sind, definierte multiplikative Folge {\displaystyle (\operatorname {Td} _{i})}, heißt Todd-Folge. Die ersten Terme der Folge mit Koeffizienten in den Chern-Klassen lauten:
{\displaystyle {\begin{aligned}\operatorname {Td} _{0}&=1\\\operatorname {Td} _{1}(c_{1})&=c_{1}/2\\\operatorname {Td} _{2}(c_{1},c_{2})&=(c_{2}+c_{1}^{2})/12\\\operatorname {Td} _{3}(c_{1},c_{2},c_{3})&=(c_{1}c_{2})/24\,.\end{aligned}}}
Die totale Todd-Klasse {\displaystyle \mathbf {Td} _{\mathbb {C} }} ist dann gegeben durch
{\displaystyle \mathbf {Td} _{\mathbb {C} }(E)=\sum _{i}\operatorname {Td} _{i}(c_{1},\cdots ,c_{i})}.
Für eine kompakte komplexe Mannigfaltigkeit {\displaystyle X} der (reellen) Dimension {\displaystyle 2n} ist das Todd-Geschlecht definiert durch
{\displaystyle \operatorname {Td} (X):=\langle \operatorname {Td} _{n}(TX),[X]\rangle }.

### Â-Geschlecht
Die durch die (formale) Potenzreihe
{\displaystyle {\hat {a}}(x)={\frac {\frac {\sqrt {x}}{2}}{\sinh \left({\frac {\sqrt {x}}{2}}\right)}}=1-{\frac {1}{24}}x+{\frac {7}{2^{7}\cdot 3^{2}\cdot 5}}x^{2}+\cdots }
definierte multiplikative Folge {\displaystyle ({\hat {A}}_{i})}, heißt Â-Folge (gesprochen: A-Dach-Folge). Die ersten Terme der Folge mit Koeffizienten in den Pontrjagin-Klassen sind:
{\displaystyle {\begin{aligned}{\hat {A}}_{0}&=1\\{\hat {A}}_{1}(p_{1})&=-{\frac {p_{1}}{24}}\\{\hat {A}}_{2}(p_{1},p_{2})&={\frac {1}{2^{7}\cdot 3^{2}\cdot 5}}(-4p_{2}+7p_{1}^{2})\\{\hat {A}}_{3}(p_{1},p_{2},p_{3})&={\frac {1}{2^{10}\cdot 3^{3}\cdot 5\cdot 7}}(16p_{3}-44p_{2}p_{1}+31p_{1}^{3})\,.\end{aligned}}}
Die Â-Klasse {\displaystyle \mathbf {\hat {A}} } ist dann definiert durch
{\displaystyle \mathbf {\hat {A}} (E)=\sum _{i}{\hat {A}}_{i}(p_{1},\cdots ,p_{i})}.
Die Â-Klasse ist das reelle Analogon der Todd-Klasse. Für jedes orientierte reelle Vektorbündel {\displaystyle E} gilt nämlich {\displaystyle \mathbf {Td} _{\mathbb {C} }(E)=\mathbf {\hat {A}} (E)^{2}}. Das Â-Geschlecht {\displaystyle {\hat {A}}} ist genauso wie zuvor das Todd-Geschlecht definiert als die Â-Klasse gepaart mit der Fundamentalklasse.

### L-Geschlecht
Die durch die (formale) Potenzreihe
{\displaystyle L(x)={\frac {\sqrt {x}}{\tanh \left({\sqrt {x}}\right)}}=\sum _{k\geq 0}{2^{2k}B_{2k}x^{k} \over (2k)!}=1+{x \over 3}-{x^{2} \over 45}+\cdots },
wobei {\displaystyle B_{2i}} die Bernoulli-Zahlen sind, definierte multiplikative Folge {\displaystyle (L_{i})}, heißt Folge der L-Polynome. Die ersten Terme der Folge mit Koeffizienten in den Pontrjagin-Klassen sind:
{\displaystyle {\begin{aligned}L_{0}&=1\\L_{1}(p_{1})&={\frac {p_{1}}{3}}\\L_{2}(p_{1},p_{2})&={\frac {1}{45}}(7p_{2}-p_{1}^{2})\\L_{3}(p_{1},p_{2},p_{3})&={\frac {1}{945}}(62p_{3}-13p_{1}p_{2}+2p_{1}^{3})\\L_{4}(p_{1},p_{2},p_{3},p_{4})&={\frac {1}{14175}}(381p_{4}-71p_{1}p_{3}-19p_{2}^{2}+22p_{1}^{2}p_{2}-3p_{1}^{4})\,.\end{aligned}}}
Für eine kompakte komplexe Mannigfaltigkeit {\displaystyle X} der Dimension {\displaystyle 4n} ist das L-Geschlecht ebenfalls gegeben durch
{\displaystyle L(X):=\langle L_{n}(TX),[X]\rangle }.
Hirzebruch bewies mit dem Signatursatz, dass das L-Geschlecht mit der Signatur der Mannigfaltigkeit übereinstimmt.

### Elliptisches Geschlecht
Ein multiplikatives Geschlecht wird elliptisches Geschlecht genannt, falls die formale Potenzreihe {\displaystyle Q(z)={\tfrac {z}{f(z)}}} die Differentialgleichung
{\displaystyle {f'}^{2}=1-2\delta f^{2}+\epsilon f^{4}}
mit Konstanten {\displaystyle \delta } und {\displaystyle \epsilon } erfüllt.
Eine explizite Darstellung von {\displaystyle f} ist
{\displaystyle f(z)={\frac {{\rm {sn}}\left(az,{\frac {\sqrt {\epsilon }}{{a}^{2}}}\right)}{a}}},
wobei
{\displaystyle a={\sqrt {\delta +{\sqrt {{\delta }^{2}-\epsilon }}}}}
und {\displaystyle \operatorname {sn} } die Jacobische elliptische Funktion ist. Also ist der Logarithmus des multiplikativen Geschlechts das elliptische Integral erster Art
{\displaystyle \log(\phi )(z)=\int _{0}^{z}{\frac {\mathrm {d} t}{\sqrt {1-2\delta f^{2}+\epsilon f^{4}}}}}.
Dieses wurde in der ersten Definition des elliptischen Geschlechtes genutzt wurde und daher heute auch das Attribut elliptisch im Namen trägt. Gilt {\displaystyle \delta ^{2}=\epsilon } oder {\displaystyle \epsilon =0}, dann nennt man das entsprechende elliptische Geschlecht degeneriert.
Setzt man beispielsweise {\displaystyle \delta =\epsilon =1} und {\displaystyle f(z)=\tanh(z)}, so erhält man das L-Geschlecht. Das Â-Geschlecht erhält man, wenn man {\displaystyle \delta =-1/8,\ \epsilon =0} und {\displaystyle f(z)=2\sinh(z/2)} setzt.